# Annalena Schmidt
Annalena Schmidt (* 12. Dezember 1951 in Worms) ist eine deutsche Schauspielerin.

## Leben
Annalena Schmidt erhielt ihre schauspielerische Ausbildung an der Hochschule für Musik, Theater und Medien Hannover, die sie von 1975 bis 1979 besuchte. In späteren Jahren belegte sie Workshops am New Yorker Actors Studio. Stationen ihrer Bühnenlaufbahn waren unter anderem 1979 die Städtischen Bühnen Kiel, 1984 das Düsseldorfer Kom(m)ödchen und 1985 die Städtischen Bühnen Krefeld. Von 1986 bis 1988 hatte Schmidt ein Engagement an der Landesbühne Hannover, zu Beginn der 1990er Jahre spielte sie am Theater im Zimmer in Hamburg und am Berliner Hebbel-Theater.
Neben Gastrollen in Serien wie Adelheid und ihre Mörder, Der Landarzt oder SOKO Wismar ist Annalena Schmidt einem breiten Fernsehpublikum insbesondere aus den Ludwigshafener Tatort-Folgen in der Rolle der Sekretärin Edith Keller bekannt, die sie von 1998 bis 2024 an der Seite von Ulrike Folkerts und Andreas Hoppe (bis 2018) sowie Lisa Bitter verkörperte.
Annalena Schmidt arbeitet daneben auch als Stimm-, Sprech- und Medientrainerin. Sie lebt in Hamburg.

## Filmografie (Auswahl)
- 1991: Karniggels
- 1998–2024: Tatort (siehe Lena Odenthal#Ehemalige)
- 2000: Adelheid und ihre Mörder – Rundum sorglos e. V.
- 2007: Der Landarzt – Geschäftsgebaren
- 2009: Da kommt Kalle – Teure Ferien
- 2010: Vater Morgana
- 2012: Ein Jahr nach morgen
- 2012: Herzversagen
- 2012: Stubbe – Von Fall zu Fall – Alte Freunde
- 2013: Der Landarzt – Amtshilfe
- 2013: Stiller Abschied
- 2014: SOKO Wismar – Als er fortging
- 2020: Nord bei Nordwest – Ein Killer und ein Halber
- 2023: SOKO Hamburg: Das Leben ist eine Baustelle

## Hörspiele
- 1987: Wer liebt, der fällt – Autor: Michael Batz – Regie: Hans Rosenhauer
- 1987: Der süße Duft des Aufschwungs – Autor und Regie: Aleksandar Obrenović
- 2013: Ich nannte ihn Krawatte – Autorin: Milena Michiko Flasar – Regie: Andrea Getto
- 2013: Onno Viets und der Irre vom Kiez – Autor: Frank Schulz – Regie: Wolfgang Seesko